# مخيم عين التل
مخيم عين التل أحد مخيمات اللاجئين الفلسطينيين ويقع فوق تلة تبعد 13 كيلومترا إلى الشمال الشرقي من مدينة حلب في سوريا. وقد تأسس المخيم، والذي عرف أيضا باسم حندرات نسبة إلى قرية مجاورة، في عام 1962 فوق مساحة من الأرض تبلغ 0,16 كيلومتر مربع. ومعظم سكان المخيم من اللاجئين الذين هُجروا بالقوة من شمال فلسطين. وهم ينحدرون من بلدات وقرى الجليل وسهل الحولة وجبل الكرمل ومنها كفر لام، الزيب، إجزم، الطيرة، ترشيحا، النهر، الزوية، الخالصة حطين وغيرها.

## النشأة والتأسيس
شُيّد في بادئ الأمر من خيام وخرسانات بسيطة على أرض استأجرتها وكالة «الأونروا» من الدولة السورية، ثم توسّع تدريجيًّا ليضمّ أبنية سكنية متواضعة ومدارس وعيادة ومركزًا للنساء

## الحياة الاجتماعية والاقتصادية قبل الحرب
على مدى عقود، تميّز المخيّم بحياة اجتماعية نابضة؛ إذ اندمج سكّانه في سوق العمل الحلبي، خصوصًا في الصناعات النسيجية وورش الحدادة وبيع الخضروات بالجملة.
ساعد مكانه المطلّ على طريق حلب-تركيا في تنشيط التجارة الصغيرة، فانتشرت البقالات والمقاهي الشعبية التي تحوّلت إلى فضاءات للحوار الثقافي وحفظ التراث الفلسطيني

## آثار الحرب والنزوح
مع اندلاع الأزمة السورية سنة 2011م، تحوّل المخيّم إلى ساحة صراع بسبب موقعه الاستراتيجي المطلّ على مدخل حلب الشمالي.
تناوبت فصائل مسلّحة عديدة على السيطرة عليه بين 2013م و2016م، فتعرّض لقصف مكثّف وتسوية شبه كاملة بالأرض؛ ما أجبر جميع أهله، البالغ عددهم آنذاك نحو سبعة آلاف، على النزوح إلى أحياء المدينة أو إلى مخيّمات أخرى في الشمال السوري ولبنان وتركيا
محاولات العودة والإعمار
بعد استعادة الجيش السوري للمخيّم في أواخر 2016م، بدأ الأهالي—بدعم محدود من «الأونروا» وجمعيات محلّية—عمليات خجولة لإزالة الأنقاض وإصلاح شبكات المياه والكهرباء.
غير أنّ الدمار الواسع، وانعدام التمويل الدولي الكافي، وبقايا الألغام غير المنفجرة، أخّروا عودة جماعية حقيقية.
حتى مطلع 2025م، عاد أقلّ من عشرين في المئة من العائلات، وغالبًا في بيوت أُعيد ترميمها بجهود ذاتية

## رمزية المخيّم وآفاق المستقبل
رغم ذلك، يحمل المخيّم دلالات عميقة في الوعي الفلسطيني السوري؛ إذ يُعدّ شاهدًا على تداخل التجارب النضالية بين الشعبين.
واليوم يراهن سكّانه على مشاريع صغيرة كإعادة إحياء الزراعة على أطراف التلّ، وتأسيس ورش خياطة منزلية لإعادة تدوير الحياة وتأكيد حقّهم في البقاء.
غير أنّ مستقبل عين التلّ يظلّ مرهونًا بتوافر تمويل دولي لإزالة المتفجّرات، وتأهيل المدارس والعيادة، وتوفير قروض صغيرة تتيح للأسر بناء مساكن آمنة

## الذاكرة والهوية
لقد صار مخيّم عين التلّ رمزًا لثلاثيّة اللجوء والصمود وإعادة الإعمار.
وبينما يمضي الجيل الشاب في رسم ملامح عودة طال انتظارها، تبقى ذاكرة المكان بأزقّته الضيّقة، ورائحة خبز التنّور، وصوت الدبكة في الأعراس—حافزًا على التشبّث بالهويّة الفلسطينية حتى حين تتقاطع خرائط الحرب والجغرافيا
1. ↑  Advisory Commission | الأونروا نسخة محفوظة 15 سبتمبر 2013 على موقع واي باك مشين.
2. ↑   "فلسطين - المخيمات في سوريا :: الشتات". مؤرشف من الأصل في 2017-08-20. اطلع عليه بتاريخ 2021-12-19.
3. ↑   "مخيم عين التل (حندرات) / مركز المعلومات الوطني الفلسطيني". مؤرشف من الأصل في 2021-12-09. اطلع عليه بتاريخ 2021-12-19.
4. ↑  Ali، Natheer Yaseen؛ Rasheed، Shamal Khalil Rasheed؛ Slow، Jasim Ahmed (17 سبتمبر 2023). "https://journal.uod.ac/index.php/uodjournal/article/view/2995#:~:text=and%20Social%20Sciences-,%D8%A7%D9%84%D8%B5%D8%A7%D8%AF%D8%B1%D8%A7%D8%AA%20%D8%A7%D9%84%D9%85%D8%B5%D9%86%D8%B9%D8%A9%20%D9%88%20%D8%A3%D8%AB%D8%B1%D9%87%D8%A7%20%D8%B9%D9%84%D9%89%20%D8%A7%D9%84%D9%86%D9%85%D9%88%20%D8%A7%D9%84%D8%A7%D9%82%D8%AA%D8%B5%D8%A7%D8%AF%D9%8A%3A%20%D8%AF%D8%B1%D8%A7%D8%B3%D8%A9%20%D8%AA%D8%B7%D8%A8%D9%8A%D9%82%D9%8A%D8%A9%20%D8%B9%D9%84%D9%89%20%D8%A8%D9%84%D8%AF%D8%A7%D9%86%20%D9%85%D8%AE%D8%AA%D8%A7%D8%B1%D8%A9%20%D9%84%D9%84%D9%85%D8%AF%D8%A9%20(1999%2D2019),-Natheer%20Yaseen%20Ali". The Journal of University of Duhok. ج. 26 ع. 2: 906–923. DOI:10.26682/hjuod.2023.26.2.54. ISSN:1812-7568. {{استشهاد بدورية محكمة}}: روابط خارجية في |عنوان= (مساعدة)
5. ↑  Solutions، Xenotic. "مخيم عين التل للاجئين". شبكة العودة الإخبارية. مؤرشف من الأصل في 2024-12-11. اطلع عليه بتاريخ 2025-05-22.
6. ↑  @refugeesps (6 أبريل 2021). "أهالي مخيّم حندرات خارج منازلهم منذ 2016 ويأس من إعادة الإعمار". بوابة اللاجئين الفلسطينيين. مؤرشف من الأصل في 2024-12-10. اطلع عليه بتاريخ 2025-05-22.
7. ↑  "تحديات - مخيم حندرات / عين التل | موسوعة المخيمات الفلسطينية". mokhayyam.com. اطلع عليه بتاريخ 2025-05-22.
8. ↑  الزيتونة، مركز (8 مايو 2025). "التقدير الاستراتيجي (140): مستقبل الملف الفلسطيني في سورية". مركز الزيتونة للدراسات. مؤرشف من الأصل في 2025-05-19. اطلع عليه بتاريخ 2025-05-22.